# 舌奏
舌奏，又稱吐音是一種利用舌頭在木管樂器上控制吹氣氣流，表現出各種聲音效果的技術。概分有4種方法：單吐、雙吐、三吐和彈吐法。

## 單吐
單吐（Single Tonguing）是吐音最基本的運舌法，每個聲音的起始皆以這個方法發聲。一般使用單吐時的發音都是「tu tu tu」。

## 雙吐
雙吐（Double Tonguing）是吹奏快速音群的運舌法，運用舌部前後往復發出「t k t k」的雙重舌音。經常用來吹奏快速的偶數連音。一般使用雙吐時的發音都是「tu ku tu ku」。

## 三吐法
三吐法（Triple Tonguing）是單吐與雙吐的結合，運用舌部前後往復發出「tu tu ku」,「tu ku tu」,「ku tu tu」,「ku tu ku」等三重組合舌音，經常用來表現快速三倍數的連音。

## 彈吐法
彈吐法（Flutter），又稱為花舌，吹奏時運用舌部前端藉由氣流的放送使舌頭快速顫動，其發音類似發聲漱口的效果。發出的聲音則是「dr～～～」。